# Тенчо Дундов
Тенчо Колев Дундов е български юрист, професор, доктор по право, декан на Юридическия факултет на Софийския университет за учебните 2006/11 г. Предходно е зам-декан на Юридическия факултет, но на практика ръководи факултета в годините 2003 – 2011, във времето когато Димитър Токушев е ангажиран във Висшия съдебен съвет.

## Биография
Роден е на 16 септември 1953 г. в Енина. Завършва Юридическия факултет през 1978 г., но се хабилитара като доктор по право през 1988 г. във Висшия институт „Георги Димитров“. Доктор хонорис кауза на Югозападния университет от 2008 г. От 90-те години е едновременно преподавател по обща теория на правото в повечето юридически факултети в София и страната.
По време на правителството на Жан Виденов е парламентарен секретар при Министерството на правосъдието с министър Младен Червеняков (1995 – 1996). Председател на Съвета по законодателството на Министерския съвет по време на правителството на Сергей Станишев (2006 – 2009).